# Teodor af Amasea
Sankt Teodor af Amasea (ukendt fødselsdag – 17. februar 306 i hvad i dag er Amasya i Tyrkiet), også kendt som Teodor Tiro (eller Tyro, Tiron eller Teron), er én af to helgener med navnet Teodor, der er æret som krigerhelgener og stormartyrer i den ortodokse kirke. Den anden helgen med samme fornavn er Teodor Stratelates, også kendt som Teodor af Heraklea, men denne anden Sankt Teodor havde muligvis aldrig en separat eksistens. Når tilnavet udelades henviser helgennavnet normalt til Sankt Teodor af Amasea. "Tiro" er et ord fra klassisk latin og betyder rekrut.
Sankt Teodors festdag i den romerskkatolske kirke er den 9. november, i den ortodokse kirke den 17. februar og første søndag i Den Store Faste.
- Hans grav i Venedig.
- Teodor af Amasea